# Meranoplus hirsutus
Meranoplus hirsutus är en myrart som beskrevs av Mayr 1876. Meranoplus hirsutus ingår i släktet Meranoplus och familjen myror. Inga underarter finns listade i Catalogue of Life.